# Goddamn Electric
Goddamn Electric è un singolo del gruppo musicale statunitense Pantera, il secondo estratto dal nono album in studio Reinventing the Steel del 2000.

## Descrizione
Goddamn Electric è noto per l'assolo finale suonato dal chitarrista Kerry King degli Slayer, registrato in un'unica sessione nel backstage dell'Ozzfest a Dallas. Nel testo vengono citati sia gli Slayer che i Black Sabbath, gruppi considerati come influenze fondamentali dai Pantera.

## Esecuzioni dal vivo
Il brano è stato eseguito dal vivo durante i concerti dei Pantera, divenendo uno dei favoriti dai fan. Nel 2023, durante il tour di reunion della band, Goddamn Electric è stato nuovamente incluso nella scaletta, ricevendo un’accoglienza entusiasta dal pubblico.